# Директива 2010/75/ЕС
Директива 2010/75/ЕС, также известна как Директива Европейского парламента и Совета Европейского союза 2010/75/ЕС от 24 ноября 2010 года «о промышленных выбросах (о комплексном предотвращении загрязнения и контроле над ним)» (англ. Directive 2010/75/EU of the European Parliament and of the Council of 24 November 2010 on industrial emissions (integrated pollution prevention and control)) — нормативный акт Европейского союза, которым регулируется соблюдение правил по предупреждению, сокращению и по возможности предотвращению загрязнения от промышленной деятельности в Европейском союзе. Документ был принят 24 ноября 2010 года в Брюсселе Европарламентом и Советом Европейского союза и вступил в силу 1 января 2011 года.

## История создания
Законодательная база Евросоюза, которая регулирует соблюдение правил по предупреждению, сокращению и по возможности предотвращению загрязнения от промышленной деятельности достаточно разнообразна. Страны-члены Евросоюза давно сконцентрировали совместные усилия в области разработки и применения комплексного контроля и предотвращения загрязнений. Первым нормативным актом, в котором были закреплены нормы по борьбе с загрязнениями стала Директива Совета ЕС 96/61/ЕС от 24 сентября 1996 года «о комплексном предупреждении и контроле загрязнений». Впоследствии данный документ был заменён одноимённой Директивой 2008/1/ЕС от 15 января 2008 года. На данный момент действующим нормативным актом является Директива 2010/75/ЕС от 24 ноября 2010 года «о промышленных выбросах (о комплексном предотвращении загрязнения и контроле над ним)».

## Характеристика документа

### Структура
- Преамбула (Whereas, состоит из п[3].1-48);
- Глава I. Общие положения (Chapter I Common provisions, состоит из ст. 1-9);
- Глава II. Положения для видов деятельности, перечисленных в Приложении I настоящей Директивы (Chapter II Provisions for activities listed in annex I, состоит из ст. 10-27);
- Глава III. Специальные положения для заводов по сжиганию (Chapter III Special provisions for combustion plants, ст. 28-41);
- Глава IV. Специальные положения для заводов по сжиганию отходов и совместному сжиганию отходов (Chapter IV Special provisions for waste incineration plants and waste co-incineration plants ст. 42-55);
- Глава V. Специальные положения для установок и видов деятельности, в которых используются органические растворители (Chapter V Special provisions for installations and activities using organic solvents, ст. 56-65);
- Глава VI. Специальные положения для установок, производящих диоксид титана (Chapter VI Special provisions for installations producing titanium dioxide, ст. 66-70);
- Глава VII. Комитет, переходные и заключительные положения (Chapter VII Committee, transitional and final provisions, ст. 71-84);
- Приложение I. Категории видов деятельности, указанные в Статье 10 настоящей Директивы (Annex I Categories of activities referred to in Article 10);
- Приложение II. Список загрязняющих веществ (Annex II List of polluting substances);
- Приложение III. Критерии для определения наилучших доступных технологий (Annex III Criteria for determining best available techniques);
- Приложение IV. Участие общественности в принятии решений (Annex IV Public participation in decision-making);
- Приложение V. Технические характеристики заводов по сжиганию (Annex V Technical provisions relating to combustion plants);
- Приложение VI. Технические характеристики заводов по сжиганию отходов и заводов по совместному сжиганию отходов (Annex VI Technical provisions relating to waste incineration plants and waste co-incineration plants);
- Приложение VII. Технические положения для установок и видов деятельности, в которых используются органические растворители (Annex VII Technical provisions relating to installations and activities using organic solvents);
- Приложение VIII. Технические положения для установок, производящих диоксид титана (Annex VIII Technical provisions relating to installations producing titanium dioxide);
- Приложение IX. Отмененные Директивы и их последующие изменения и сроки для преобразования в национальное право и применения (Annex IX Repealed Directives with their successive amendments);
- Приложение Х. Корреляционная таблица (Annex X Correlation Table)[4][5];

### Задачи
Главная задача Директивы 2010/75/ЕС состоит во взаимной реализации странами-членами Евросоюза правил по предупреждению, сокращению и по возможности предотвращению загрязнения от промышленной деятельности воды, воздуха и земли.